# Mycosphaerella oxyacanthae
Mycosphaerella oxyacanthae är en svampart som beskrevs av Jaap 1907. Mycosphaerella oxyacanthae ingår i släktet Mycosphaerella och familjen Mycosphaerellaceae.   Inga underarter finns listade i Catalogue of Life.